# Maneckiïta
La maneckiïta és un mineral de la classe dels fosfats, que pertany al grup de la wicksite. Rep el seu nom del professor Andrzej Manecki (1933-), el treball del qual es connecta amb la AGH University of Science and Technology, membre de la comissió de cosmomineralogia de l'IMA (1974-1988), i també representant de Polònia a la Comissió IMA en nous minerals i noms de minerals en 1988.

## Característiques
La maneckiïta és un fosfat de fórmula química (Na◻)Ca₂Fe₂2+(Fe3+Mg)Mn₂(PO₄)₆·2H₂O. És l'anàleg amb manganès de la wicksita. Va ser aprovada com a espècie vàlida per l'Associació Mineralògica Internacional l'any 2015. Cristal·litza en el sistema ortoròmbic. La seva duresa a l'escala de Mohs és 5.

## Formació i jaciments
Es troba a la zona exterior dels nòduls de fosfat en una pegmatita. Va ser descoberta a Góry Sowie Block, a Michałkowa (Baixa Silèsia, Polònia). Es tracta de l'únic indret on ha estat trobada aquesta espècie mineral.